# تريز كشرينادا
تريز كشرينادا (トレーズ・クシュリナーダ) هو شخصية ثانوية في مسلسل الأنمي التقرير المتنقل الجديد جاندام وينج، إلى جانب كونه الشخصية الرئيسية في فيلم أنمي الفيديو الأصلي (OVA) إندليس والتز (بالإنجليزية: Endless Waltz)‏، حيث تتمحور القصة عليه.

## وصلات خارجية
- تريز كشرينادا على موقع ميوزك برينز (الإنجليزية)